# Mesochorus canalis
Mesochorus canalis là một loài tò vò trong họ Ichneumonidae.